# Cynometra brachymischa
Cynometra brachymischa är en ärtväxtart som beskrevs av Hermann August Theodor Harms. Cynometra brachymischa ingår i släktet Cynometra, och familjen ärtväxter. Inga underarter finns listade i Catalogue of Life.